# Рыбиков, Леонид Денисович
Леонид Денисович Рыбиков (6 августа 1930, Смоленск — 24 декабря 1976) — советский военнослужащий, заслуженный лётчик-испытатель СССР, капитан (по другим данным — майор).

## Факты из биографии
Родился в 1930 году городе Смоленск, с 1945 года проживал в городе Москве. В 1947 году окончил обучение в 3-м Московском городском аэроклубе.
С 1949 года начал службу в Вооружённых силах СССР. В 1952 году окончил обучение в Качинском ВАУЛ и вплоть до 1955 года работал там на должности лётчика-инструктора. С 1956 года проходил службу в строевых частях Военно-воздушных сил Прикарпатского и Дальневосточного военного округов, а в июле 1959 года вышел в запас.
В 1960 году завершил подготовку в Школе лётчиков-испытателей и с декабря приступил к исполнению служебных обязанностей лётчика-испытателя Лётно-исследовательского института. Принимал участие в исследовательской работе по:
- аэродинамике крыла с острой передней кромкой на Су-9ЛЛ,
- расширению границ запуска двигательной установки,
- двигателю Р-29-300 для истребителя МиГ-23М,
- двигателю Р-25-300 с системой разжигания форсажа камерным способом на МиГ-21БИС,
- топливной системе истребителя МиГ-23М с доработанными отсеками перегрузки,
- и других.

Испытывал устройства аварийного сброса фонаря на самолёте Як-38, двигатели на Ту-16ЛЛ, истребитель МиГ-25, Су-17, планёр «Вега» и другое.
С 1966 года стал лётчиком-инструктором Школы лётчиков-испытателей.
Проживал в городе Москве.
Трагически погиб во время испытательного полёта на Су-15 24 декабря 1976 года. Погребён на Быковском кладбище города Жуковский.

## Награды и звания
- 28 августа 1974 года: заслуженный лётчик-испытатель СССР,
- 11 октября 1974 года: Орден Ленина
- 21 августа 1964 года: орден Красной Звезды.